# 디기리
디기리(본명: 원신종, 1978년 12월 7일~)는 대한민국의 래퍼이자 힙합 음악인이다. 1999년에 힙합 랩 음악 그룹 《허니 패밀리》의 일원으로 음악 분야(가요계)에 데뷔하였으나, 2003년에 솔로로 전향하여 2004년까지 해당 솔로 활동하였다. 2008년 쿨케이와 함께 병역 기피 혐의에 연루되었고 같은 해 11월 11일 쿨케이와 동반 입대하였다.

## 학력
- 명지고등학교 졸업
- 서울산업대(지금의 서울과학기술대학교) 산업공학과 학사

## 대표작

### 음반
- 1집 《리듬의 마법사》 (2003년)

## 방송
- 2017년 Mnet 《Show Me The Money 6》 (참가자)
- 2020년 Mnet 《너희가 힙합을 아느냐》

## 참고 자료
- 검찰 ‘병역비리(괄약근조절)’로 ‘쿨케이’ 등 3명 기소 《데일리안》, 2008년 9월 18일